# Żurawia (województwo kujawsko-pomorskie)
Żurawia – wieś w Polsce położona w województwie kujawsko-pomorskim, w powiecie nakielskim, w gminie Kcynia. W latach 1950–1975 miejscowość administracyjnie należała do tzw. dużego województwa bydgoskiego, a w latach 1975–1998 do tzw. małego województwa bydgoskiego. Pierwsza wzmianka o miejscowości pochodzi z roku 1259.
Częścią wsi jest dawne miasto (1786–1799) Radzimin.
W 1921 r. mieszkało tu 218 osób (165 Polaków i 53 Niemców). Według Narodowego Spisu Powszechnego (marzec 2011 r.) wieś liczyła 349 mieszkańców.
Tutejszy pałac (niezachowany) znajdował się w rękach rodziny von Bülow.

## Zabytki
Według rejestru zabytków NID na listę zabytków wpisany jest zespół dworski, nr rej.: 190/A z 15.01.1986:
- dwór (ruina), 2. połowa XIX w., około 1912 r.
- park, przełom XIX/XX w.
- spichrz, połowa XIX w.